# Leptorhaphis
Leptorhaphis Körb. (igliczka) – rodzaj grzybów z rodziny Naetrocymbaceae.

## Systematyka i nazewnictwo
Pozycja w klasyfikacji według Index Fungorum: Naetrocymbaceae, Incertae sedis, Incertae sedis, Dothideomycetes, Pezizomycotina, Ascomycota, Fungi.
Synonimy nazwy naukowej: Campylacia A. Massal. ex Beltr., Endophis Norman, Leptomycorhaphis Cif. & Tomas., Leptorhaphiomyces Cif. & Tomas., Microtheliomyces Cif. & Tomas., Mycoleptorhaphis Cif. & Tomas.
Nazwa polska według W. Fałtynowicza.

## Gatunki występujące w Polsce
- Leptorhaphis atomaria (Ach.) Szatala 1927 – igliczka drobna
- Leptorhaphis epidermidis (Ach.) Th. Fr. 1861 – igliczka niepozorna
- Leptorhaphis lucida Körb. 1863[4] – igliczka lśniąca
- Leptorhaphis psilotera (Nyl.) Arnold 1885[4] – igliczka zwyczajna
- Leptorhaphis steinii Körb. 1869[4] – igliczka Steina

Nazwy naukowe na podstawie Index Fungorum. Nazwy polskie według W. Fałtynowicza.